# Tulostoma giovanellae
Tulostoma giovanellae es una especie de hongo del género Tulostoma, de la familia Agaricaceae, orden Agaricales. Fue descrita por Giacomo Bresadola. No se conoce que tenga valor culinario.

## Distribución
Esta especie se distribuye principalmente en la región mediterránea, pero se ha descrito en Alemania (Potsdam), Austria (Wiener Neustadt), España, Francia, Santo Tomé y Príncipe y Hungría (Budapest). Se ha descrito en el continente americano y el caribe, incluyendo Estados Unidos de América, Islas Vírgenes Británicas, Brasil. En otoño e invierno crece en suelos calcáreos sin plantas.

## Descripción
El saco de esporas suele ser subgloboso de 10 a 20 milímetros (0,4 a 0,8 plg) de diámetro, con un peristoma apical que apenas emerge de la superficie del endoperidio. El exoperidio es algo membranoso. El endoperidio suele ser de grisáceo, liso con una boca circular, bastante ancha, plana o tubular corta con margen uniforme. El capilicio ocasionalmente tiene septos y no ensanchados.
El tallo es cilíndrico, de 3 a 6 centímetros (1,2 a 2,4 plg) de alto y de 2 a 5 milímetros (0,1 a 0,2 plg) de espesor, fistulosa, mayoritariamente recta, de color marrón canela, con surcos longitudinales y base bulbosa cubierta de arena. La gleba es de color canela, más pálida que el tallo. La ornamentación se presenta como pequeñas verrugas, fusionándose y formando finas cadenas especialmente llamativas hacia el ápice.